# Grand Prix automobile d'Espagne 2004
GP précédent GP suivant
Le Grand Prix automobile d'Espagne 2004 (Formula 1 Gran Premio Marlboro de España 2004), disputé sur le circuit de Catalogne à Barcelone en Espagne le 9 mai 2004, est la 718e épreuve de l'histoire du championnat du monde de Formule 1 courue depuis 1950 et la cinquième manche du championnat 2004.

## Classement
| Pos  | N° | Pilote               | Écurie           | Tours | Temps/Abandon                      | Grille | Points |
| ---- | -- | -------------------- | ---------------- | ----- | ---------------------------------- | ------ | ------ |
| 1    | 1  | Michael Schumacher   | Ferrari          | 66    | 1 h 27 min 32 s 841 (209,205 km/h) | 1      | 10     |
| 2    | 2  | Rubens Barrichello   | Ferrari          | 66    | + 13 s 290                         | 5      | 8      |
| 3    | 7  | Jarno Trulli         | Renault          | 66    | + 32 s 294                         | 4      | 6      |
| 4    | 8  | Fernando Alonso      | Renault          | 66    | + 32 s 952                         | 8      | 5      |
| 5    | 10 | Takuma Satō          | BAR-Honda        | 66    | + 42 s 327                         | 3      | 4      |
| 6    | 4  | Ralf Schumacher      | Williams-BMW     | 66    | + 1 min 13 s 804                   | 6      | 3      |
| 7    | 11 | Giancarlo Fisichella | Sauber-Petronas  | 66    | + 1 min 17 s 108                   | 12     | 2      |
| 8    | 9  | Jenson Button        | BAR-Honda        | 65    | + 1 tour                           | 14     | 1      |
| 9    | 12 | Felipe Massa         | Sauber-Petronas  | 65    | + 1 tour                           | 17     |        |
| 10   | 5  | David Coulthard      | McLaren-Mercedes | 65    | + 1 tour                           | 10     |        |
| 11   | 6  | Kimi Räikkönen       | McLaren-Mercedes | 65    | + 1 tour                           | 13     |        |
| 12   | 14 | Mark Webber          | Jaguar-Cosworth  | 65    | + 1 tour                           | 9      |        |
| 13   | 16 | Cristiano da Matta   | Toyota           | 65    | + 1 tour                           | 11     |        |
| Abd. | 19 | Giorgio Pantano      | Jordan-Ford      | 51    | Direction assistée                 | 19     |        |
| Abd. | 3  | Juan Pablo Montoya   | Williams-BMW     | 46    | Freins                             | 2      |        |
| Abd. | 15 | Christian Klien      | Jaguar-Cosworth  | 43    | Accélérateur                       | 16     |        |
| Abd. | 17 | Olivier Panis        | Toyota           | 33    | Panne hydraulique                  | 7      |        |
| Abd. | 18 | Nick Heidfeld        | Jordan-Ford      | 33    | Panne hydraulique                  | 15     |        |
| Abd. | 20 | Gianmaria Bruni      | Minardi-Cosworth | 31    | Sortie de piste                    | 18     |        |
| Abd. | 21 | Zsolt Baumgartner    | Minardi-Cosworth | 17    | Sortie de piste                    | 20     |        |

## Pole position et record du tour
- Pole position : Michael Schumacher en 1 min 15 s 022
- Tour le plus rapide : : Michael Schumacher en 1 min 17 s 450 au 12e tour.

## Tours en tête
- Jarno Trulli 8 (1-8)
- Michael Schumacher 51 (9-10 / 18-66)
- Rubens Barrichello 7 (11-17)

## Statistiques
- 75e victoire pour Michael Schumacher.
- 172e victoire pour Ferrari en tant que constructeur.
- 172e victoire pour Ferrari en tant que motoriste.